# Dognina achates
Dognina achates är en fjärilsart som beskrevs av Paul Dognin 1908. Dognina achates ingår i släktet Dognina och familjen tandspinnare. Inga underarter finns listade i Catalogue of Life.